# Triazen
Triazen ist eine chemische Verbindung aus der Gruppe der Triazene und deren Stammverbindung.

## Gewinnung und Darstellung
Triazen kann durch Puls-Radiolyse von Hydrazin gewonnen werden.
{\displaystyle \mathrm {2\ N_{2}H_{4}\longrightarrow N_{4}H_{6}\longrightarrow NH_{3}+N_{3}H_{3}} }
Die Verbindung ist jedoch instabil und zerfällt zu Ammoniak und Stickstoff. Die Zerfallshalbwertszeit beträgt bei Raumtemperatur in Wasser als Thermolysemedium etwa 1/100 s (saures Milieu) bis 100 s (schwach alkalisches Milieu). Die Zersetzung von trans-Triazen erfolgt wohl über cis-Triazen, das aus trans-Triazen durch Konfigurationsisomerisierung entsteht.

## Eigenschaften
Triazen liegt nach Berechnungen als trans-Triazen vor (s. planares HN3-Gerüst, schwach pyramidalisierter Aminstickstoff). Es ist thermodynamisch um einige kJ·mol−1 energieärmer als das konfigurationsisomere cis-Triazen.

## Verwendung
Derivate von Triazene werden zur Herstellung anderer organischer Verbindungen (z. B. Harze und Arzneistoffe wie Dacarbazin, Diminazen u. a.) verwendet.

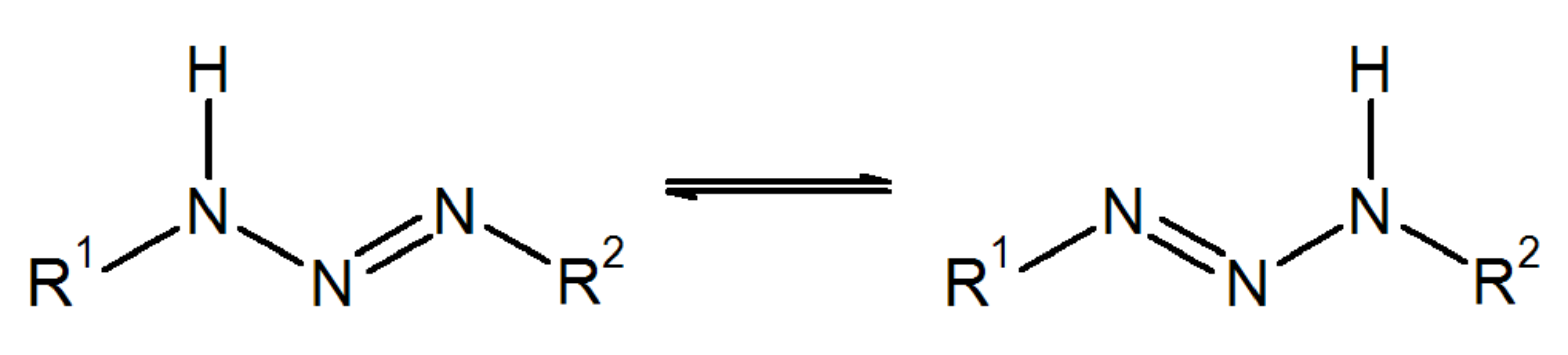
Allgemeine Struktur von Triazenen